# Eustala histrio
Eustala histrio är en spindelart som beskrevs av Cândido Firmino de Mello-Leitão 1948. 
Eustala histrio ingår i släktet Eustala och familjen hjulspindlar. Artens utbredningsområde är Guyana. Inga underarter finns listade i Catalogue of Life.